# Tangua (ort)
Tangua är en ort i Colombia.   Den ligger i departementet Nariño, i den sydvästra delen av landet, 500 km sydväst om huvudstaden Bogotá. Tangua ligger 2 402 meter över havet och antalet invånare är 3 348.
Terrängen runt Tangua är kuperad åt sydost, men åt nordväst är den bergig. Terrängen runt Tangua sluttar västerut. Runt Tangua är det ganska tätbefolkat, med 172 invånare per kvadratkilometer. Närmaste större samhälle är Pasto, 18,3 km nordost om Tangua. Omgivningarna runt Tangua är en mosaik av jordbruksmark och naturlig växtlighet.